# Bobry Bytom
Bobry Bytom – koszykarski klub sportowy z Bytomia.

## Historia
8 września 1980 reaktywowano Hutniczy Klub Sportowy Stal Bobrek, który powstał w 1945 i prowadził także sekcję piłki nożnej. Z dniem 4 maja 1981 oficjalnie przejęto z KS Polonia Bytom sekcję koszykówki mężczyzn, która w marcu 1981 wywalczyła awans do I ligi. W 1986 HKS Stal Bobrek przejął z Polonii Bytom również sekcję koszykówki żeńskiej. W 1995 powstało Towarzystwo Sympatyków Śląskiej Koszykówki, które przejęło całkowite finansowanie klubu.

### Hala
Stara hala Szombierek już nie istnieje, została zburzona na mocy decyzji władz Bytomia w 2004. 10 lutego 2010 otwarto nową halę Na Skarpie. Ma ona pojemność ok. 1000 widzów.

### Nazwy
- Stal Bobrek Bytom
- Ericsson Bobry Bytom
- Browary Tyskie Bobry Bytom

### Sukcesy
Seniorskie
- Wicemistrzostwo Polski (1996)
- Brąz mistrzostw Polski (1992, 1997, 1998, 1999)
- 4. miejsce – Polska Liga Koszykówki (1994)
- 6. miejsce – Polska Liga Koszykówki (1995)
- Finał pucharu Polski (1998)

Młodzieżowe
- Mistrzostwo Polski
  - kadetów (1996)
  - juniorów (1984, 1985)
- Wicemistrzostwo Polski juniorów (1990, 1991, 1993, 1998)
- Brąz mistrzostw Polski juniorów (1997)

## Nagrody i wyróżnienia
| I skład PLK - Mariusz Bacik (1992, 1993, 1995, 1996) - Joe Daughrity (1996) - Andrzej Pluta (1997) Uczestnicy konkursu wsadów PLK - Mariusz Bacik (1996 – Poznań, 1996 – Sopot) - Yohance Nicholas (1999) Uczestnicy konkursu rzutów za 3 punkty PLK pogrubienie – oznacza zwycięzcę konkursu - Andrzej Pluta (1996 – Sopot, 1998) - Ainārs Bagatskis (1999) | Uczestnicy meczu gwiazd pl – mecz gwiazd – reprezentacja Polski vs gwiazdy PLK 2-pl – mecz gwiazd – reprezentacja Polski vs gwiazdy PLK – II mecz w tym samym roku - Mariusz Bacik (1994, 1995, 1996 – Poznań, 1996 – Sopot, 1997-pl, 1997-2-pl, 1998, 1999) - Mariusz Sobacki (1994, 1996 – Poznań) - Joe Daughrity (1996 – Poznań) - Andrzej Pluta (1996 – Poznań, 1996 – Sopot, 1997-pl, 1998, 1999) - Antoine Joubert (1996 – Sopot, 1997-pl) - Tomasz Jankowski (1997-2-pl, 1998, 1999-pl) - Ainārs Bagatskis (1999) - Yohance Nicholas (1999) - Jarvis Matthews (1997-pl) - Kordian Korytek (1997-2-pl) |

## Zawodnicy

### Obcokrajowcy
- Tyrone Pitts  (1990)
- Bill Nelson  (1991/1992)
- Joe Daughirty  (1995/1996)
- Antoine Joubert  (1996–1998)
- Jarvis Matthews  (1996–1998)
- Philippe Blevins  (1996/1997)
- Ainārs Bagatskis  (1998/1999)
- Andriej Bondarenko  (1998)
- Władysław Kondratow  (1998)
- Phil Stinnie  (1998)
- Johance Nicholas  (1998/1999)
- Alonzo Richmond  (1998/1999)
- Uvis Helmanis  (1999/2000)
- Edmunds Valeiko  (1999/2000)
- Arnis Vecvagars  (1999/2000)
- Erik Wilson  (1999)
- Iona Enosa  (1999)
- Jugoslav Dasić  (2000/2001)
- Obrad Fimić  (2000/2001)
- Goran Kosanin  (2000)